# 李昂 (景泰進士)
李昂（1434年—1492年），字文舉，浙江杭州府仁和縣人，民籍，明朝政治人物。景泰甲戌進士。累官漕運總督。

## 生平
景泰四年（1453年）癸酉科浙江鄉試第五十名。景泰五年（1454年）聯捷甲戌科會試第一百九十名，殿試登進士第三甲第一百八十八名。累官河南左布政使。成化二十三年（1487年）五月以都察院右副都御史、巡撫江西。弘治二年（1489年）三月，陞總督漕運兼巡撫鳳陽。

## 家族
曾祖李士榮。祖父李紋中。父李禎。